# Reserva natural de Bolshejejtsir
La reserva natural de Bolshejejtsir (en ruso: Большехехцирский заповедник) es una «zapovédnik» (reserva natural estricta) rusa que cubre y recibe su nombre de la cordillera Gran Jejtsir, a unos 20 km al sur de la ciudad de Jábarovsk, en el Lejano Oriente ruso. El área es notable por su posición, cerca de una ciudad y relativamente abierta a los excursionistas públicos en ciertos senderos, y por ser una isla de biodiversidad de bosques de montaña rodeada por llanuras aluviales bajas. La reserva está situada en el Krai de Jábarovsk, fue creada el 3 de octubre de 1963 y cubre un área de 45 439 hectáreas (175,4 mi²).

## Topografía
La cresta de Jetskir es una «cresta isleña» cubierta de bosques de coníferas, rodeada por todos lados por llanuras bajas del río Amur, que corre de oeste a este al norte de la cresta, los tramos inferiores del río Ussuri, que corre al oeste de la reserva antes de encontrarse con el Amur, y el río Cirka, que envuelve la cresta en sus lados este, sur y oeste. Unos 20 km de la frontera occidental de la reserva dan a China a través del río Ussuri.
La cresta en sí corre de oeste a este durante unos 30 km, con una altitud promedio de 600 a 800 metros y una altitud máxima de 950 metros. La cresta está rodeada por estribaciones de granito y gneis de mediana altura, que descienden hasta praderas planas y llanuras aluviales alrededor de toda la reserva.

## Clima y ecorregión
El clima de Bolshejejtsir es Clima continental húmedo, verano fresco (clasificación climática de Köppen (Dfb)). Este clima se caracteriza por grandes oscilaciones de temperatura, tanto diurnas como estacionales, con veranos suaves e inviernos fríos y nevados. En las altitudes medias, el período de crecimiento promedio sin heladas es de aproximadamente 150 días, que se reduce a un período de crecimiento de 90 días en las altitudes más altas. La precipitación media anual en las elevaciones medias es de 600–700 mm.
La reserva se encuentra en la ecorregión de praderas esteparias del Amur. En su mayor parte, esta ecorregión es una llanura aluvial fértil de baja altitud, con parches de bosques caducifolios de subtaiga; la cordillera Jejtsir se eleva sobre el terreno característico, produciendo muchos hábitats de transición que soportan altos niveles de biodiversidad. Los árboles en la zona generalmente están protegidos de las frecuentes inundaciones de las llanuras.

## Flora y fauna
El 91% de la reserva está cubierta de bosques. En las elevaciones más altas, los árboles principales son abetos y piceas. Las altitudes medias son rodales mixtos de bosques caducifolios con algunos álamos y robles. Las llanuras aluviales están dominadas por alerces, juncos y prados de juncos. Las terrazas cuentan con arboledas de álamos y bosques de robles. Los animales son los típicos de la taiga chino-himalaya y siberiana. El enfoque principal del estudio científico de la reserva busca comprender la dinámica de las comunidades de plantas y animales en un bosque aislado de las llanuras aluviales del río Amur. Lo que permite una muy rica biodiversidad: los científicos de la reserva han registrado 1.017 especies de plantas vasculares, 826 especies de hongos, 293 de algas, 152 de líquenes y 211 especies de musgo.

## Ecoturismo

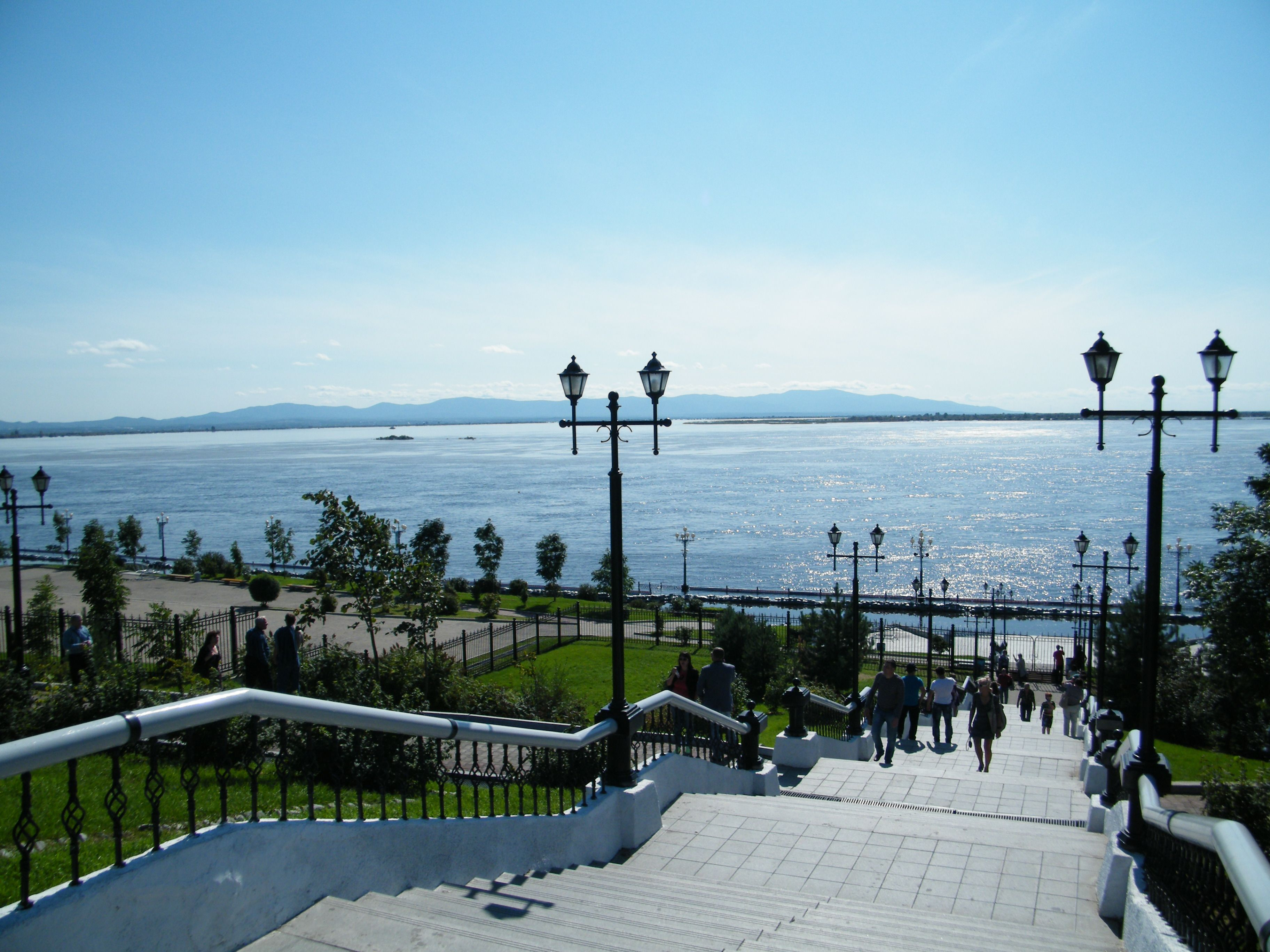
Vista de la cordillera Gran Jejtsir, desde la ciudad de Jábarovsk, al otro lado del río Amur

La Reserva patrocina un museo natural para el público y apoya el uso público de un número limitado de senderos naturales en pequeñas visitas guiadas. El principal «sendero ecológico» público es una caminata guiada de una hora a través del bosque a lo largo de la confluencia de los ríos Ussuri y Amur. También hay instalaciones para huéspedes y un área de pícnic. En la frontera este (a las afueras de la reserva) hay una zona de esquí pública. Pero las áreas públicas de la reserva son muy limitadas. La mayor parte de la reserva es una reserva natural estricta y está cerrada al público. Los científicos y aquellos con propósitos de educación ambiental pueden hacer arreglos con la administración del parque para visitas de investigación. La oficina principal está en la ciudad de Jabárovsk.